# Łużna
Łużna is een dorp in het Poolse woiwodschap Klein-Polen, in het district Gorlicki. De plaats maakt deel uit van de gemeente Łużna en telt 3120 inwoners.